# Parachromis motaguensis
Parachromis motaguensis és una espècie de peix de la família dels cíclids i de l'ordre dels perciformes.

## Morfologia
- Els mascles poden assolir 30 cm de longitud total.[1][2]

## Reproducció
És ovípar.

## Alimentació
Menja peixos i insectes terrestres i aquàtics.

## Hàbitat
Viu en zones de clima tropical entre 25 °C-30 °C de temperatura.

## Distribució geogràfica
Es troba a Centreamèrica: vessant atlàntic de Guatemala i Hondures a la conca del riu Motagua, i vessant pacífic entre els rius Naranjo (Guatemala) i Choluteca (Hondures).